# 卢沃蒙
卢沃蒙（法語：Louvemont，法語發音：[luvmɔ̃]）是法国上马恩省的一个市镇，属于圣迪济耶区。

## 地理
卢沃蒙（48°33'4"N, 4°54'33"E）面积20.98 平方千米，位于法国大東部大區上马恩省，该省份为法国东北部内陆省份，北起马恩省和默兹省，西接奥布省，西南接科多尔省，东南接上索恩省，东临孚日省。
与卢沃蒙接壤的市镇（或旧市镇、城区）包括：阿利尚、阿唐库尔、埃克拉龙-布罗库尔-圣利维埃、弗朗帕、安贝库尔、瓦耶孔特、瓦西。

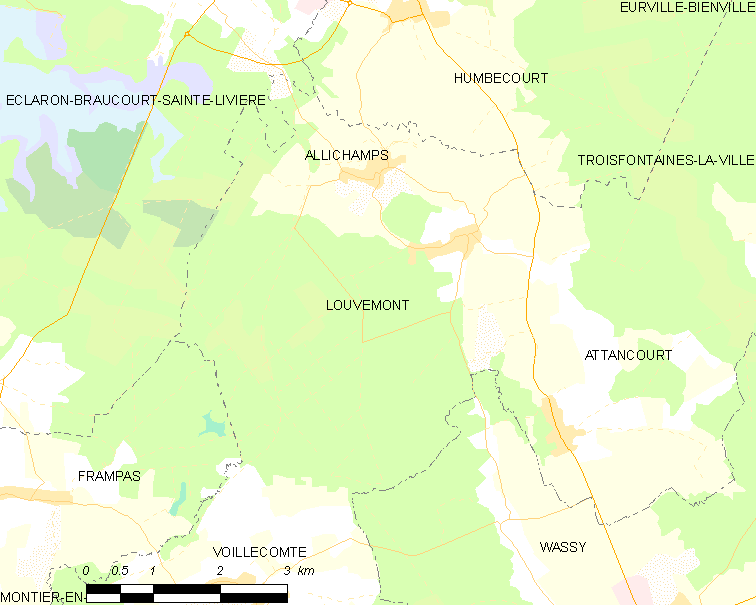
卢沃蒙的OSM定位图

卢沃蒙的时区为UTC+01:00、UTC+02:00（夏令时）。

## 行政
卢沃蒙的邮政编码为52130，INSEE市镇编码为52294。

## 政治
卢沃蒙所属的省级选区为圣迪济耶第一县。

## 人口

1962-2008年间卢沃蒙人口变化图示

卢沃蒙于2022年1月1日时的人口数量为697人。